# Carmichael-tétel
Ez a szócikk a Fibonacci-számok tulajdonságaival foglalkozó Carmichael-tételt tárgyalja. A Carmichael-tétel utalhat esetleg a Carmichael-függvény rekurzív definíciójára is.
Az R.D. Carmichaelről elnevezett Carmichael-tétel kimondja, hogy bármely n>12 egész számra az n-edik Fibonacci-szám, F(n) rendelkezik legalább egy olyan prímosztóval, ami nem osztója egyetlen a sorozatban korábban szereplő Fibonacci-számnak sem.
Az n≤12 esetekben a következő kivételek találhatók:
F(1)=1 és F(2)=1, melyeknek nincsenek prímosztói
F(6)=8, aminek egyetlen prímosztója a 2 (ami éppen F(3))
F(12)=144, aminek prímosztói a 2 (ami épp az F(3)) és a 3 (ami épp az F(4))
Ha egy p prímszám osztója az F(n)-nek, de nem osztója egyetlen F(m)-nek sem (ha m < n), akkor a p az F(n)-nek karakterisztikus tényezője vagy primitív prímosztója. Az F(n) legkisebb primitív prímosztói:
1, 1, 2, 3, 5, 1, 13, 7, 17, 11, 89, 1, 233, 29, 61, 47, 1597, 19, 37, 41, 421, 199, 28657, 23, 3001, 521, 53, 281, 514229, 31, 557, 2207, 19801, 3571, 141961, 107, 73, 9349, 135721, 2161, 2789, 211, 433494437, 43, 109441, ... (A001578 sorozat az OEIS-ben)
Carmichael tétele azt mondja ki, hogy a fenti kivételektől eltekintve az összes Fibonacci-szám rendelkezik legalább egy primitív prímosztóval.
A tétel általánosítható a Fibonacci-számokról más Lucas-sorozatokra. Például, ha n > 1, akkor az n-edik Pell-számnak legalább egy primitív prímosztója van, ami tehát nem osztója bármelyik korábbi Pell-számnak. Az n-edik Pell-szám legkisebb primitív prímosztói:
1, 2, 5, 3, 29, 7, 13, 17, 197, 41, 5741, 11, 33461, 239, 269, 577, 137, 199, 37, 19, 45697, 23, 229, 1153, 1549, 79, 53, 113, 44560482149, 31, 61, 665857, 52734529, 103, 1800193921, 73, 593, 9369319, 389, 241, ... (A246556 sorozat az OEIS-ben)